# Ještědský hřbet
Ještědský hřbet je geomorfologický podcelek na severozápadě Ještědsko-kozákovského hřbetu. Leží v okresech Liberec a Jablonec nad Nisou v Libereckém kraji.

## Poloha

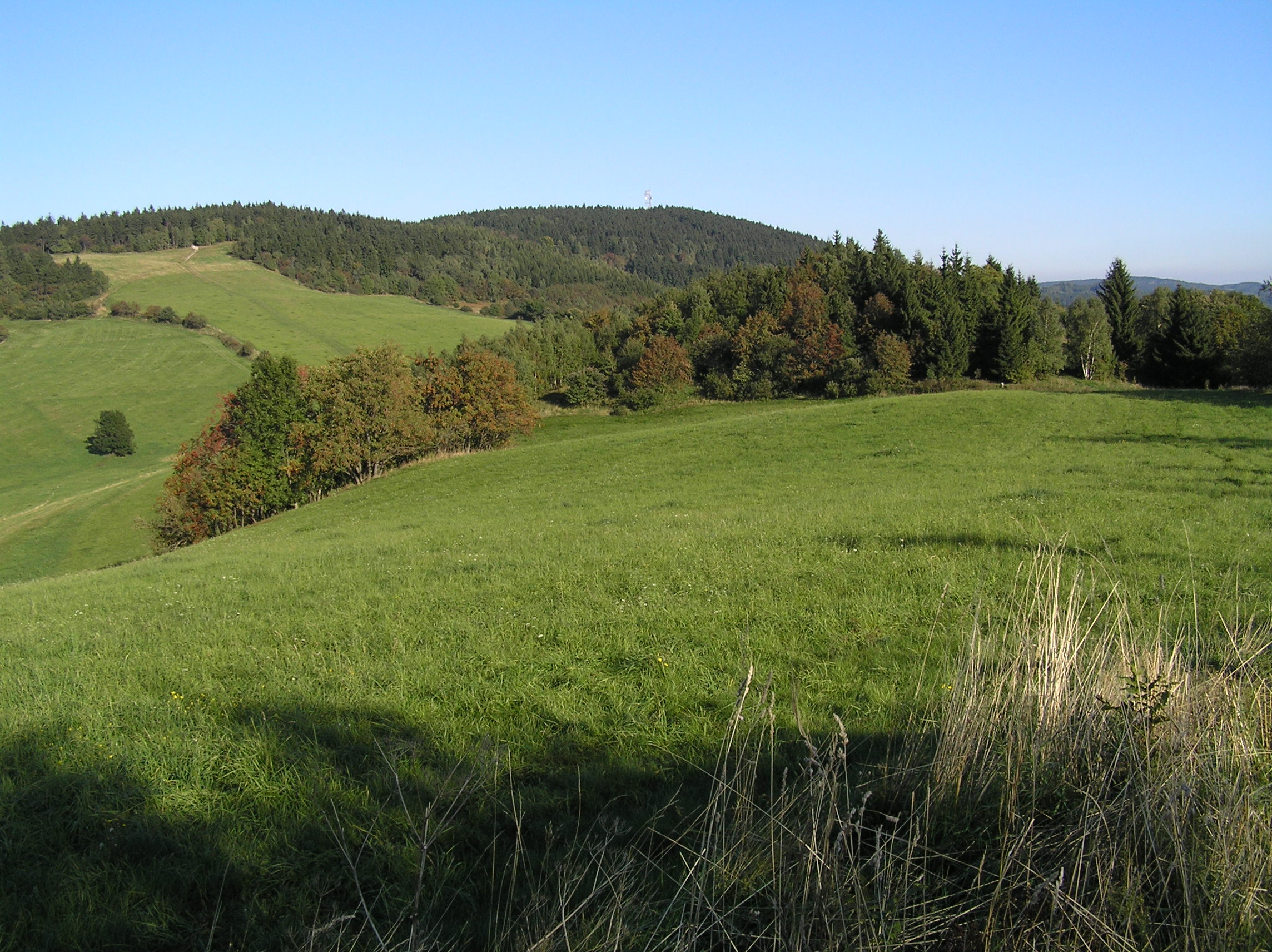
Rašovské sedlo, vzadu Javorník

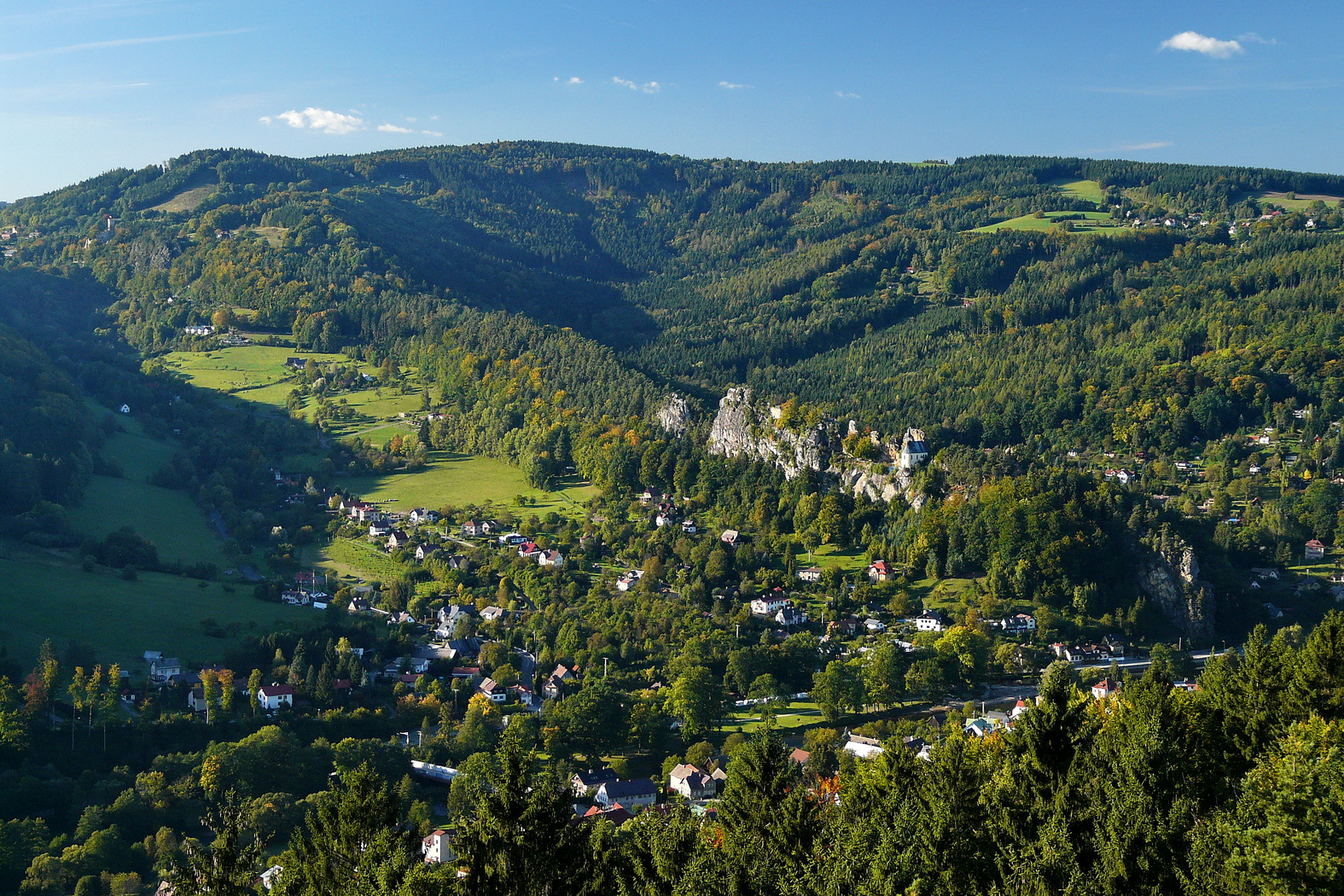
Vranovský hřeben, Kopanina a Vranové ze svahu Sokola

Území se rozkládá zhruba mezi sídly Rynoltice na severozápadě, Chrastava na severu, Liberec na severovýchodě a Železný Brod na jihovýchodě. Uvnitř území nejsou žádná větší města, částečně sem zasahují jen města Chrastava a Světlá pod Ještědem a větší obec Malá Skála.

## Geomorfologické členění
Podcelek Ještědský hřbet (dle třídění Jaromíra Demka IVA–3A) se člení na okrsky Kryštofovy hřbety (IVA–3A–1) na severozápadě, Hlubocký hřbet (IVA–3A–2) uprostřed a Kopaninský hřbet (IVA–3A–2) na jihovýchodě. Ještědský hřbet sousedí na východě se sesterským podcelkem, Kozákovským hřbetem. Dále sousedí s celky Jičínská pahorkatina na jihu, Ralská pahorkatina na jihozápadě, Lužické hory na severozápadě, Žitavská pánev na severu, Jizerské hory a Krkonošské podhůří na severovýchodě.
| Geomorfologické členění Ještědsko-kozákovského hřbetu                                | Geomorfologické členění Ještědsko-kozákovského hřbetu | Geomorfologické členění Ještědsko-kozákovského hřbetu                                                         |
| ------------------------------------------------------------------------------------ | ----------------------------------------------------- | --- |
| ČESKÁ VYSOČINA • Krkonošsko-jesenická subprovincie • Krkonošská oblast               |                                                       | |
| JEŠTĚDSKÝ HŘBET                                                                      | Kryštofovy hřbety                                     | Vápenný hřbet (Vápenný, 790 m)Rozsošský hřbet (Černá hora, 811 m)                                             |
| JEŠTĚDSKÝ HŘBET                                                                      | Hlubocký hřbet                                        | Pasecký hřbet (Ještěd, 1012 m)Rašovský hřbet (850 m)                                                          |
| JEŠTĚDSKÝ HŘBET                                                                      | Kopaninský hřbet                                      | Javornický hřbet (Javorník, 685 m)Prosečsko-frýdštejnské hřbety (Kamenný, 616 m)                              |
| KOZÁKOVSKÝ HŘBET                                                                     | Komárovský hřbet                                      | Koberovský hřbet (Hamštejnský vrch, 610 m)Žlábecký hřbet (Kozákov, 745 m)Holenická pahorkatina (Kámen, 440 m) |
| KOZÁKOVSKÝ HŘBET                                                                     | Táborský hřbet                                        | Rváčovský hřbet (Ředice, 649 m)Ploužnický hřbet (Tábor, 678 m)                                                |
| PROVINCIE • Subprovincie • Oblast / Celek / PODCELEK • Okrsek • Podokrsek • (vrchol) |                                                       | |

## Nejvyšší vrcholy
Nejvyšším vrcholem Ještědského hřbetu je Ještěd (1012 m n. m.). V seznamu jsou uvedeny pojmenované vrcholy s výškou nad 600 m n. m.
- Ještěd (1012 m n. m.), Hlubocký hřbet
- Černý vrch (949 m n. m.), Hlubocký hřbet
- Černá hora (811 m n. m.), Kryštofovy hřbety
- Vápenný (790 m n. m.), Kryštofovy hřbety
- Rozsocha (767 m n. m.), Kryštofovy hřbety
- Malý Ještěd (754 m n. m.), Kryštofovy hřbety
- Dlouhá hora (748 m n. m.), Kryštofovy hřbety
- Zdislavský Špičák (688 m n. m.), Kryštofovy hřbety
- Malý Vápenný (687 m n. m.), Kryštofovy hřbety
- Javorník (685 m n. m.), Kopaninský hřbet
- Lom (683 m n. m.), Kryštofovy hřbety
- Spálený vrch (660 m n. m.), Kryštofovy hřbety
- Kopanina (657 m n. m.), Kopaninský hřbet
- Jítravský vrch (651 m n. m.), Kryštofovy hřbety
- Kamenný (616 m n. m.), Kopaninský hřbet
- Bienerthův vrch (614 m n. m.), Kopaninský hřbet

## Turistika
Ještědský hřbet je atraktivním cílem pro turisty, horolezce, lyžaře a cyklisty.
V celé délce vede hřebenová, červeně značená trasa. V létě je vhodná pro pěší turistiku a v zimě pro vyznavače sněžnic nebo lyžaře na turistických lyžích. Až do 2. světové války byla tato hřebenovka součástí Blauer Kammweg, dálkové, modře značené trasy přes hřebeny Sudetských pohoří z Durynského lesa na Praděd.
Pod hřebenem v jihozápadních svazích mezi Výpřeží a Jítravským sedlem vedou lesní svážnice využívané pro cykloturistiku, jízdu na koloběžkách a v zimě pro běžkování. Částečně jsou vyznačené jako cyklotrasy nebo turistické trasy. Silnici z Výpřeže až na vrchol Ještědu využívají cyklisté na silničních kolech.
Na západním a východním svahu Ještědu je postavený skiareál pro sjezdové lyžování a skokanské můstky. Pokračování hřebenové trasy z Ještědu na Pláně pod Ještědem je součástí lyžařského sjezdového areálu a využívá se jako spojovací trať mezi jednotlivými sjezdovkami. Od Plání po Ještědem na Javorník vede společná trasa pro cyklisty, běžkaře i pěší turisty.
Horolezci využívají k lezení především Walliský hřeben (německy Wirbelsteine) s jednotlivými vrcholy Matterhorn, Breithorn, Lyskamm, Castor a Pollux, Monte Rosa. Další lezecké skály jsou Dánský kámen na hřebenu Černé hory, dále Pudl, Krejčík a Červený kámen na Ještědu, Rašovské skály u Šimonovic,  Matoušova skála a Důlní skály u Křižan.

## Horské boudy
Na Ještědském hřbetu byly postaveny důležité turistické ubytovny, zde podle krkonošského vzoru zvané boudy. Rasenbankbaude (686 m n. m.) mezi sedlem Trávník a Zdislavským Špičákem postavil Franz Kunze roku 1933, a když ji musel opustit při odsunu německého obyvatelstva roku 1945, shořela. Požár se připisuje právě jemu. Jäckelbaude (730 m n. m.) pod vrcholem Malého Ještědu byla postavena roku 1906 Wenzelem Jäckelem, který ji provozoval do konce 2. světové války. Po válce byla celá rodina odsunuta roku 1945. Poté ji provozoval národní správce, následně podnik Optika Praha a nakonec Lesní správa. V 60. letech 20. století zchátrala a byla stržena.
Na Ještědu byla postavena velká horská chata (1012 m n. m.) roku 1907 v režii Německého horského spolku pro Ještědské a Jizerské hory. Vyhořela roku 1963. Hotel spojený s vysílačem byl otevřen roku 1973.
Další ubytovací kapacity poskytuje chata Ještědka v sedle mezi Ještědem a Černým vrchem, chata Pláně pod Ještědem, v historii střídavě hostinec U Šámalů nad Rašovkou a hotel Obří sud na Javorníku.